# Alberto Mazzucato
Alberto Mazzucato, född den 28 juli 1813 i Udine, död den 31 december 1877 i Milano, var en italiensk musiker.
Mazzucato försökte sig i Padua 1834 som operakompositör, men utan framgång. Även hans övriga kompositioner har fallit i glömska, varemot han vann anseende som en av Italiens bästa kritiker och lärare. År 1839 blev han sånglärare, 1851 kompositionslärare, 1852 estetisk föreläsare och 1872 direktör vid konservatoriet i Milano, varjämte han 1859–1869 var konsertmästare vid Scalateatern. Han redigerade dessutom Gazetta musicale, utgav Asiolis Principi elementari di musica, översatte arbeten av Berlioz, García, Fétis, Panofka med flera.